# Chrysopilus schlingeri
Chrysopilus schlingeri är en tvåvingeart som beskrevs av Webb 2006. Chrysopilus schlingeri ingår i släktet Chrysopilus och familjen snäppflugor.
Artens utbredningsområde är Fiji. Inga underarter finns listade i Catalogue of Life.